# Томсен, Рольф
Рольф Томсен (нем. Rolf Thomsen; 6 мая 1915, Берлин — 27 марта 2003, Бонн) — немецкий офицер-подводник, капитан-лейтенант (1 марта 1943 года), участник Второй мировой войны.

## Биография
1 мая 1937 года поступил на флот кадетом. 1 октября 1938 года произведен в лейтенанты. Служил на миноносцах. В октябре 1938 года перешел на службу в люфтваффе, получил подготовку пилота морской авиации.
Служил в составе 26-й бомбардировочной эскадры.

## Вторая мировая война
В апреле 1943 года переведен в подводный флот. 27 января 1944 года назначен командиром подлодки U-1202, на которой совершил 2 похода (проведя в море в общей сложности 118 суток) в Северную Атлантику.
В составе групп Томсен принимал участие в нападениях на конвой и отдельные корабли, однако большинство его сообщений о победах не было подтверждено и официально на его счет записан только 1 судно водоизмещением 7176 брт.
4 января 1945 года Томсен был награждён Рыцарским крестом Железного креста, а 29 апреля получил к нему дубовые листья.
В мае 1945 года сдался британским войскам. В январе 1946 года освобожден.
Принимал участие в создании ВМС ФРГ, адмирал флотилии (6 января 1966 года).